# 52号科罗拉多州州道

52号科罗拉多州州道（英語：Colorado State Highway 52，SH-52）是美国科罗拉多州北部的一条东北-西南走向的州级公路，全长111英里（179），西起圓石縣东北的尼沃特接119号科罗拉多州州道（SH-119），向东进入韋爾德縣，依次穿过25號州際公路（I-25）和76號州際公路（I-76）后进入摩根縣境内，在与I-76并行一段后至摩根堡折向北，向北回到韋爾德縣境内后，最终至雷默接14号科罗拉多州州道（SH-14）。